# Moehringia pendula
Moehringia pendula är en nejlikväxtart som först beskrevs av Franz de Paula Adam von Waldstein-Wartemberg och Kit., och fick sitt nu gällande namn av Edward Fenzl. Moehringia pendula ingår i släktet skogsnarvar, och familjen nejlikväxter. Inga underarter finns listade i Catalogue of Life.